# Loreto (departement)
Loreto is een departement in de Argentijnse provincie Santiago del Estero. Het departement (Spaans:  departamento) heeft een oppervlakte van 3.337 km² en telt 17.442 inwoners.

## Plaatsen in departement Loreto
- Beltrán
- La Noria
- Loreto (Villa San Martín)
- San Gerónimo
- Sauce Solo
- Tío Pozo